# Хантингтон, Дэниел
Дэниел Хантингтон (англ. Daniel Huntington; 14 октября 1816, Нью-Йорк — 19 апреля 1906, Нью-Йорк) — американский художник.

## Жизнь и творчество
Д. Хантингтон учился в Йельском университете, где был учеником американского художника и изобретателя Сэмюела Морзе, а позднее — художника Генри Инмена. С 1833 по 1835 учился в Гамильтонском колледже в Клинтоне. В 1839 году он приезжает во Флоренцию, где пишет ряд полотен, относящихся к жанровой живописи, как правило юмористического содержания (например, «Спящий гуляка» и «Трактирные политики»). Позднее жил в Риме, пишет здесь картину из истории первых христиан. Ненадолго вернувшись в Нью-Йорк, в 1844 году художник вторично приезжает в Рим. В 1846 году Хаттингтон возвращается в США. Начиная с этого времени одной из основных тем в творчестве Д.Хантингтона становится идеалистическая живопись религиозного содержания. Является также автором многочисленных пейзажей и портретов, в том числе ряда выдающихся деятелей американской истории, среди них президентов США Авраама Линкольна и Мартина Ван Бюрена, президента Конфедерации Джефферсона Дэвиса, госсекретаря США Джона Шермана и др.
Дэниел Хантингтон дважды избирался президентом Национальной академии в Нью-Йорке (в последний раз — в 1877 году).
Среди учеников художника Эдвард Харрисон Мэй Младший.
Хантингтон умер в 1906 году и был похоронен на кладбище Грин-Вуд.

## Галерея

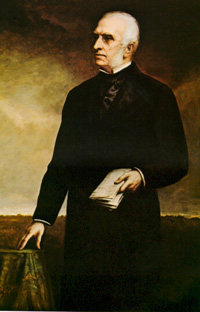
Портрет сенатора Роберта Ч.Уинтропа
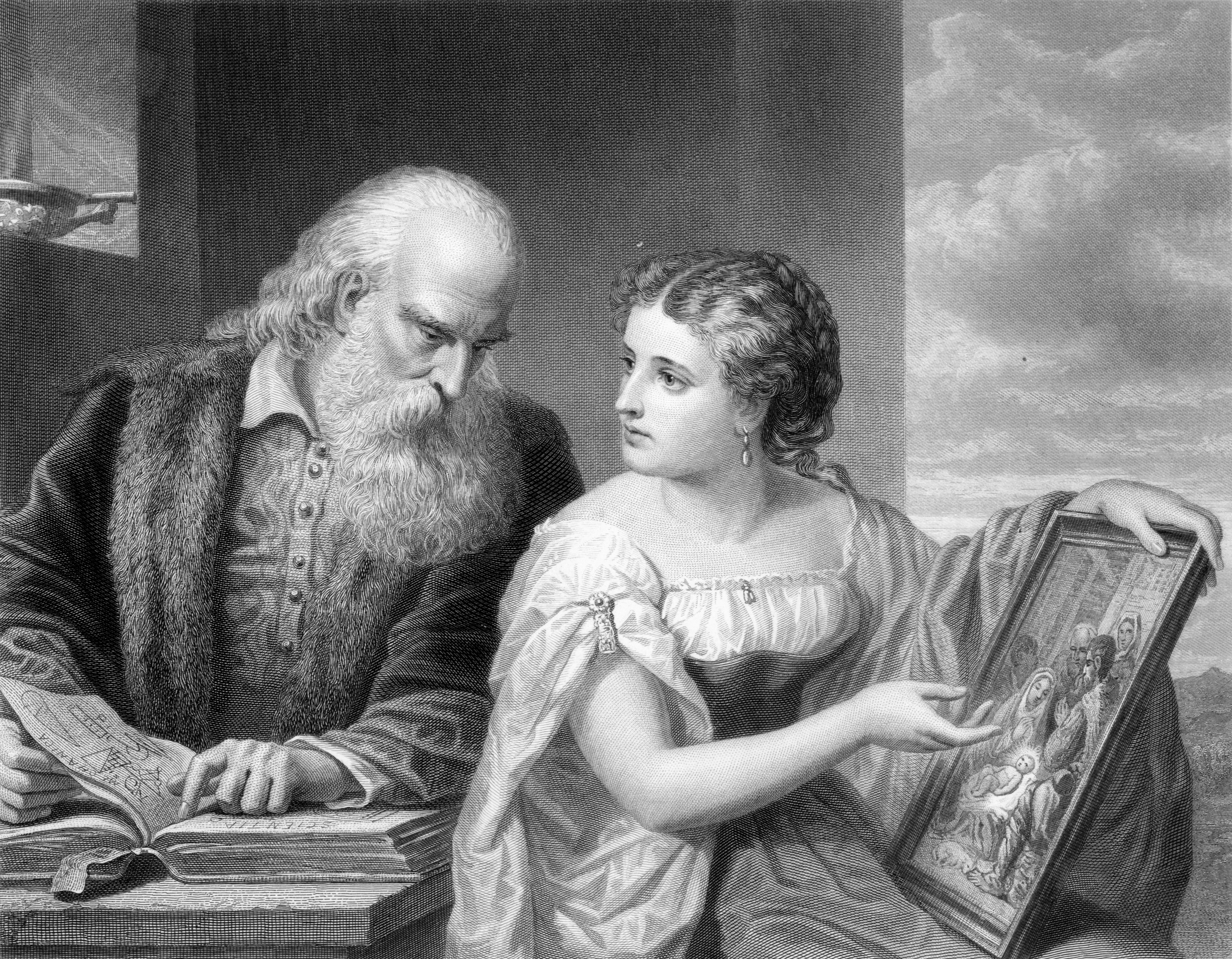
Философия и христианское искусство